# 韋爾敦 (新澤西州)
韋爾敦（英語：Waretown）是位於美國新澤西州海洋縣的普查規定居民點。

## 人口
根據2020年美國人口普查的數據，韋爾敦的面積為2.46平方千米，當中陸地面積為2.39平方千米，而水域面積為0.07平方千米。當地共有人口1483人，而人口密度為每平方千米602.85人。